# Décès en 835
Décès
- 831
- 832
- 833
- 834
- 835
- 836
- 837
- 838
- 839

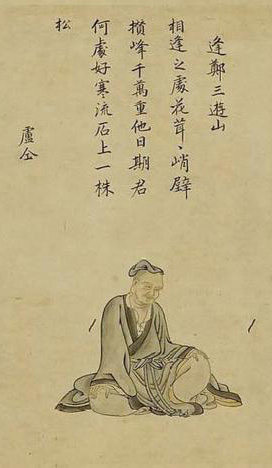
Lu Tong, mort en 838 (peint par Kanō Tsunenobu au XVIIIe siècle).

Cette page dresse une liste de personnalités mortes au cours de l'année 835 :
- 10 février : Li Cou, prince Huaiyi.
- 27 février : Li Fengji (en), chancelier de l'empereur Tang Wenzong.
- 1er avril : Duan Wenchang (en), duc de Zouping.
- 22 avril : Kūkai (空海) (Kōbō-Daishi (弘法大師), 55 ans, moine bouddhiste, et philosophe japonais. Saint fondateur du Shingon.
- 3 novembre : Wang Shoucheng (en), eunuque chinois.
- 27 novembre : Muhammad al-Jawad, neuvième imam chiite duodécimain.
- 16 décembre : Li Zhongyan (en), conseiller de l'empereur Tang Wenzong.
- 17 décembre : 
  - Jia Su (en), baron de Guzang.
  - Shu Yuanyu (en), chancelier chinois.
  - Wang Ya (en), duc de Dai.
- 18 décembre : Zheng Zhu (en), conseiller de l'empereur Tang Wenzong.

- Al-Fath al-Mawsili (en), ascète arabe.
- Bérenger de Toulouse, noble carolingien.
- Hitto de Freising (en), 6e évêque de Freising.
- Qalun, personnalité de la lecture du Coran.
- Sabricho II, Patriarche de l'Église de l'Orient.
- Lu Tong, poète chinois.

date incertaine (vers 835)
- Nanquan Puyuan (en), moine bouddhiste.
- Vladislav (en), duc de Dalmatie.
- Yang Zhicheng (en), général chinois.

## Crédit d'auteurs
- Cet article est partiellement ou en totalité issu de l'article intitulé « 835 » (voir la liste des auteurs).